# 카카오

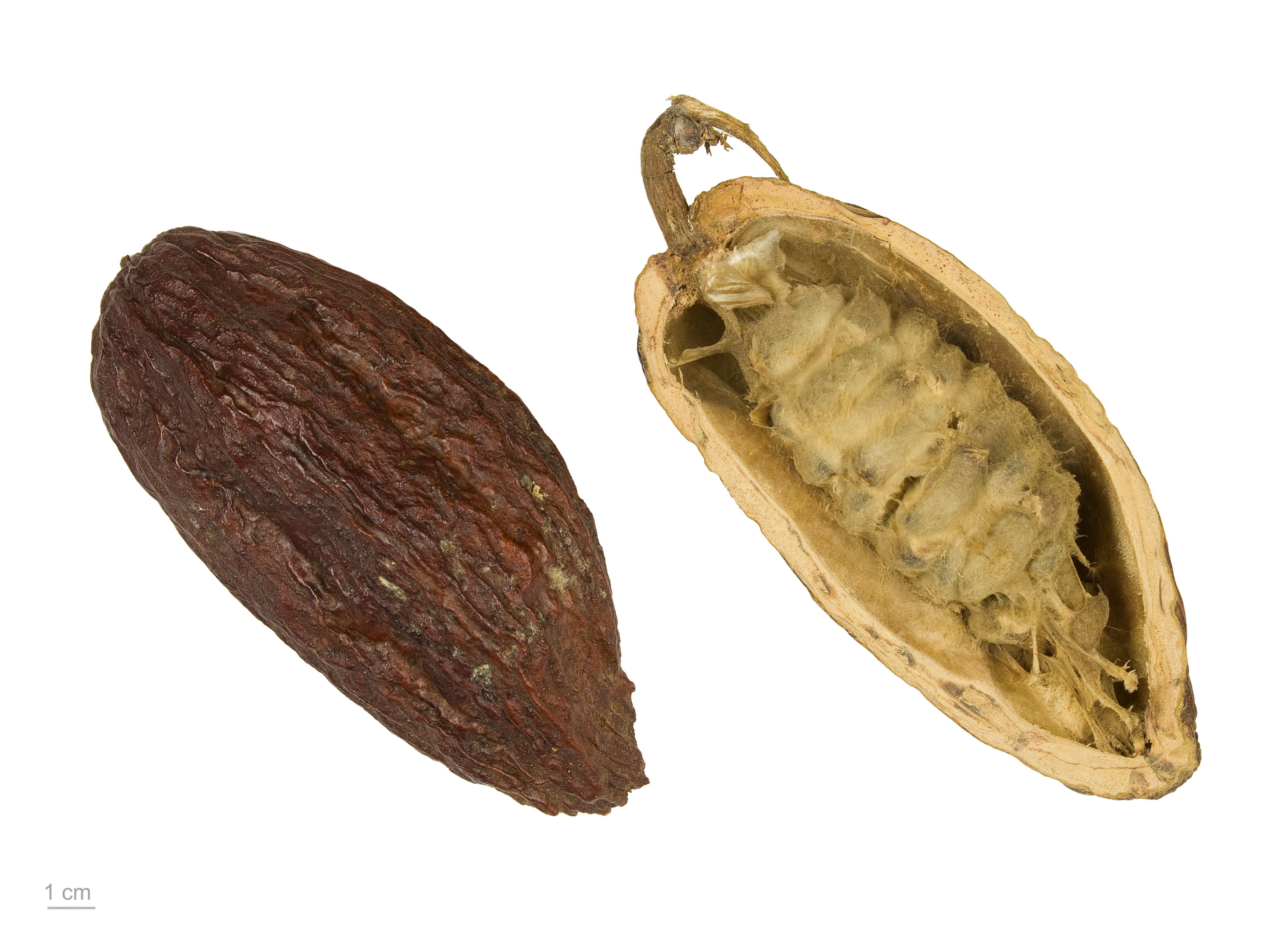
Theobroma cacao.

카카오(cacao tree, cocoa tree)는 아메리카의 열대 지역이 원산지인 나무이다. 열매를 빻아 만든 가루는 코코아라고 하며, 이를 건조한 뒤 잘게 쪼개 카카오닙스나 코코아매스로 시판하기도 한다. 초콜릿의 주 원료로 쓰인다.

## 특징
아욱과에 속하는 상록수로 중앙아메리카, 남아메리카가 원산지인 열대 식물이다. 높이는 4~10 미터 정도이며, 황록색의 작은 꽃이 1년 내내 굵은 줄기에 직접 핀다. 열매는 길이 30cm 정도로 끝이 뾰족하고 붉은색, 주황색, 노란색, 보라색 등 여러 빛깔을 띤다. 열매 하나에 20~50개의 씨앗이 들어 있는데, 이것을 모아 발효시켜 말리면 갈색 빛을 띠고 독특한 향기를 풍긴다. 이것을 카카오콩이라고 하는데, 여기에는 카페인 등의 흥분제와 지방이 함유되어 있다. 카카오콩을 빻아 코코아 음료를 만들거나, 우유와 설탕 등과 섞어 초콜릿을 만든다. 또한 말려서 작은 조각을 만들어 먹으면 조금의 초콜릿 향과 쌉싸름한 맛을 느낄수 있다.
잎은 어긋나고 긴 타원 모양으로 생겼으며, 끝이 뾰족하게 되어 있고 가죽질이다. 카카오의 꽃색은 흰색으로 지름이 약 1.5cm이다. 카카오의 꽃받침은 5개로 길게 갈라졌고 자주색을 띤다. 꽃잎은 5개로 갈라지고, 수술 5개, 암술 1개, 씨방 5실이다. 꽃은 4∼5년생부터 달리고 잎이 떨어진 자리 바로 위에서 나온다.

## 아동 노동과의 관계
카카오가 생산되는 과정은 아동 노동이라는 것과 관계가 깊다. 카카오 나무는 어른이 올라가기 힘들기 때문에 코트디부아르에서 흑인 아이들이 보호 장비도 완전히 갖추지 않고 카카오를 생산하고 있다. 그러므로 그 카카오로 만들어진 초콜릿은 '불공정 무역 초콜릿'이라고 하는 주장이 일반적이다.

## 같이 보기
- 카카오콩
- 커피
- 카카오 (기업)